# أثر الهبوط

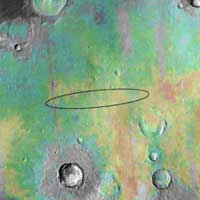
أثر هبوط جوالة أبورتيونيتي على مسطح ميريدياني

بعد إعادة دخول الغلاف الجوي، سوف تهبط أية مركبة فضائية متوقفة عن العمل على منطقة ما على أساس زاوية الدخول، وكتلة الدخول، والغلاف الجوي، والسحب. لذا، فمن المستحيل معرفة نقطة هبوط سفينة فضائية بشكل دقيق تمامًا. من خلال محاكاة دورات متفاوتة لإعادة الدخول، سوف تقوم عملية محاكاة رقمية بإنتاج مخطط يشبه أثر الهبوط.
وهناك مسمى آخر لأثر الهبوط وهو إهليلج الهبوط.

## وصلات خارجية
- A Passive Earth-Entry Capsule for Mars Sample Return[وصلة مكسورة]
- The Planetary Society Blog, Landing ellipses